# Живи как хочешь
«Живи как хочешь» — роман русского писателя-эмигранта Марка Алданова, впервые изданный в 1952 году. Его действие происходит в современную автору эпоху.

## Сюжет
Действие романа происходит в Европе и на борту океанского лайнера, плывущего в Америку. Сюжет включает элементы детектива и мелодрамы, затрагивается тема международного шпионажа; в романе есть две вставные пьесы — «Рыцари свободы» и «Детектор лжи». В числе героев есть люди, появлявшиеся в более ранних романах Алданова (Николай Дюммлер в «Истоках», Надежда Ивановна в «Начале конца», Дон Педро и Виктор Яценко — в трилогии «Ключ», «Бегство» и «Пещера»).

## Создание
В начале 1950-х годов Алданов считался одним из лучших писателей русской эмиграции. Его произведения высоко оценивались критиками и переводились на другие языки, однако не имели коммерческого успеха. Поэтому писатель решил создать роман, который снискал бы популярность у широкой публики в разных странах. Новая книга задумывалась как развлекательное чтение, однако в ней оказалось и много характерных для Алданова философских размышлений.
Согласно первоначальному замыслу, роман должен был получить название «Освобождение» или «Путь к счастью». Н. Вреден, переводчик книги на английский язык, предложил назвать его словами из фигурирующего в тексте афоризма, приписываемого Эпиктету, — «Живи как хочется». Этот вариант одобрил Иван Бунин, к которому Алданов обратился за советом. Однако в последний момент, когда рукопись уже была в издательстве, автор поменял название на «Живи как хочешь». Возможно, это отсылка к «Началу конца»: такие слова есть во внутреннем монологе одного из героев того романа, командарма Тамарина.

## Публикация и оценки
Небольшие фрагменты романа публиковались в газете «Новое русское слово» (Нью-Йорк) в 1949 и 1951 годах. Первое полное издание вышло в 1952 году в издательстве имени Чехова в Нью-Йорке, и в том же году был опубликован английский перевод. В России книга была впервые издана в 1995 году.
Новый роман не оправдал надежд автора. Русскоязычные критики обвинили Алданова в отходе от высоких традиций русской литературы (в частности, негативно оценил «Живи как хочешь» Глеб Струве в своей монографии «Русская литература в изгнании»). Популярности у европейской и американской публики книга тоже не снискала: читатели не оценили сочетание беллетристики с отвлечёнными рассуждениями, многих отпугнуло наличие внутри текста двух пьес. «Живи как хочешь» стал последним романом Алданова, изданным при его жизни.